# Andries van Beek
Andries van Beek (Apeldoorn, 9 mei 1909 – 's-Gravenhage, Waalsdorpervlakte, 29 februari 1944) was een Nederlandse verzetsstrijder tijdens de Tweede Wereldoorlog.

## Biografie
Andries van Beek werd geboren in Apeldoorn als zoon van Andries van Beek en Johanna Aleida Kamminga. Van Beek was pianostemmer van beroep. In 1936 trouwde hij met Antonia Theodora Maria Veerwater (1909-1970). Het echtpaar kreeg een dochter. In 1939 verhuisde het gezin Van Beek van Herderweg 4 naar Edelweisslaan 23 in Apeldoorn.

### Tweede Wereldoorlog
Tijdens de oorlog werd Van Beek lid van de verzetsgroep Oranje Vrijbuiters. De groep hield zich, onder leiding van Klaas Postma, bezig met het onderbrengen van mensen op onderduikadressen, onder meer in Utrecht, Woerden en op de Veluwe. Van Beek verzorgde onderduikers en verrichtte koeriersdiensten.
Op 24 augustus 1943 vond een inval plaats bij het hoofdkwartier van de verzetsgroep aan de Nieuwegracht in Utrecht. Enkele dagen later werd ook Van Beek in Utrecht opgepakt. Vanaf 27 augustus 1943 zat hij vast in het Oranjehotel in Scheveningen, in cel 403.
Op 28 februari 1944 volgde een proces waarbij twintig leden van de Oranje Vrijbuiters, onder wie Van Beek, ter dood werden veroordeeld. Hij werd op 29 februari 1944 met 17 andere Vrijbuiters op de Waalsdorpervlakte gefusilleerd. Twee leden hadden gratie gekregen. De lichamen van de gefusilleerde verzetsstrijders werden in een kuil gegooid.

### Na de oorlog
Na de oorlog werden de stoffelijke resten van de verzetsstrijders op de Waalsdorpervlakte teruggevonden. Na identificatie werden ze tijdelijk begraven in een massagraf op de Algemene Begraafplaats in Den Haag. Op 1 maart 1946 vond een herbegrafenis plaats op de begraafplaats Tolsteeg in Utrecht. De achttien verzetsstrijders werden begraven in negen graven. Andries van Beek deelt een graf met Christiaan Kerkhof. In mei 1947 werd het grafmonument officieel onthuld.

## Eerbetoon
- Zijn naam staat vermeld op de Erelijst van Gevallenen 1940-1945.[8]
- Zijn naam staat vermeld op het digitaal Monument Oranjehotel.[9]